# Instituto Tecnológico de Puebla
El Instituto Tecnológico de Puebla (ITP o ITPuebla) es una institución de educación superior tecnológica pública con sede en Puebla, México, forma parte del Tecnológico Nacional de México que a su vez es dependiente del Gobierno Federal a través de la Secretaría de Educación Pública (SEP) y la Subsecretaría de Educación e Investigación Tecnológica (SEIT).
El ITP inicia actividades el 2 de septiembre de 1972 y a sus más de 50 años de servicio se ha consolidado como una de las mejores instituciones públicas en Puebla por su atención a la población escolar, está acreditada en todas sus carreras profesionales y certificada en ISO 9001:2000.
Hoy en día la Secretaría de Educación Pública Federal cambió de sede de la Ciudad de México hacia el ITP, debido a la descentralización de órganos públicos.

## Historia
El Instituto Tecnológico de Puebla inició sus actividades el 2 de septiembre de 1972, y a sus 52 años de fundación,  se ha consolidado como una de las mejores instituciones de educación superior en el estado de Puebla.
Comenzó ofreciendo servicios educativos en los niveles medio superior y superior.
En el nivel medio superior se ofrecieron estudios con las características de bivalentes:
Así se ofrecieron a nivel medio superior los estudios de:
- Técnico en electricidad

- Técnico en máquinas-herramientas

- Técnico en electrónica

- Lic. en gastronomía

- Técnico en mecánica automotriz

Y en el nivel superior se ofreció:
- Ingeniería industrial eléctrica

- Ingeniería industrial mecánica

En el año de su fundación tuvo una matrícula de 723 alumnos, de los cuales 578 eran del nivel medio superior y 145 del nivel superior, atendido por 74 trabajadores de la educación.
El Instituto Tecnológico de Puebla cuenta con una superficie de 25.6 hectáreas de terreno plano.
En el año 2000 se autorizó la apertura de la maestría en ciencias en ingeniería ambiental, así como el programa de posgrado profesionalizante correspondiente a la maestría en ingeniería industrial.
Se reorientó la maestría de ingeniería industrial a maestría en ingeniería.
Actualmente, la institución cuenta con 7 profesores en el sistema nacional de investigadores, 8 perfiles deseables y 2 cuerpos académicos.
El Instituto Tecnológico de Puebla,  a lo largo de sus 40 años de trabajo,  ha generado frutos contundentes e irreversibles que podemos encontrar en cada uno de los más de 15,500 profesionales egresados.
Se cuenta con varios acuerdos de colaboración de intercambio académico con universidades del extranjero, entre las que destacan el Humber College de Toronto, en Canadá, y la Fachochschule de Wolfenbuettel, en Alemania.
En términos de calidad educativa el Instituto Tecnológico de Puebla logra su certificación ISO 9001:2000 en el mes de octubre de 2005, contando actualmente con 36 auditores internos en ISO 9001 en donde está incluido el equipo directivo, además, se cuenta con 7 auditores líderes certificados internacionamente por Qsi American Inc. Así, como también cuenta con 19 auditores internos en ISO 14001:2004.
La institución tiene el 100% de sus programas académicos acreditados y reconocidos, las 4 ingenierías acreditadas por el consejo de acreditación para la enseñanza de la ingeniería (cacei) y las dos licenciaturas con reconocimiento de nivel 1 por los comités interinstitucionales de evaluación para la educación superior (ciees). El 14 de agosto de 2012, la carrera de ingeniería electrónica obtuvo su reacreditación por cinco años más, con lo que reafirma la calidad de su programa educativo.

## Campus
El Instituto Tecnológico de Puebla se encuentra en la ciudad de Puebla, contando con una matrícula de alrededor de 8,322 alumnos (2019), y tiene una extensión en Acajete, Puebla con una matrícula de aproximadamente 150 alumnos a sus dos años de impartir clases en dicha extensión.
El campus cuenta con jardines y gran variedad de árboles que se encuentran en toda la Institución, hay aproximadamente 60 edificios y varios laboratorios para las ingenierías que ofrece, un Centro de Información (biblioteca) y también un Centro de Lenguas Extranjeras con los que se llega a capacitar a los estudiantes con los idiomas de inglés, francés, alemán, y español para alumnos extranjeros.

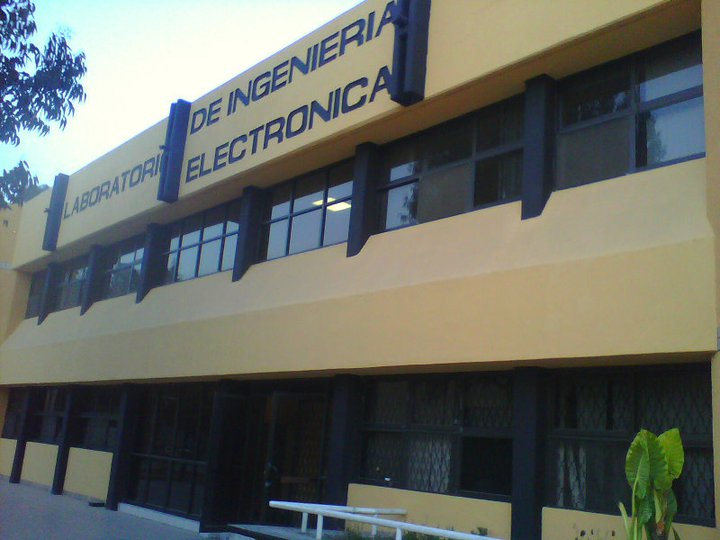
Laboratorio de Electrónica

El campus al tener 25.6 hectáreas de terreno cuenta con áreas deportivas como:
- 5 campos de fútbol con medidas reglamentarias para los alumnos.
- 1 campo de fútbol con pasto sintético para la selección de fútbol del Instituto.
- 1 cancha de fútbol rápido.
- 1 campo de fútbol americano.
- 1 campo de Béisbol.
- 1 alberca semi-olímpica.
- 3 canchas de tenis.
- Áreas de ping pong.
- 9 canchas de básquetbol.
- 1 gimnasio de pesas.
- 1 gimnasio de cancha de básquetbol profesional.

Donde se juegan partidos oficiales de vóleibol, básquetbol, peleas de taekwondo y otros deportes.
El Instituto también cuenta con varios departamentos como:
Departamento de Ingeniería Eléctrica y Electrónica,
Departamento de Servicios Escolares, Departamento de Sistemas y Computación, y el Departamento de Desarrollo Académico.

## Escudo
Diseñado por el estudiante Jesús Kasusky, de la carrera de Ingeniería Mecánica en el año de 1973, respondiendo a un concurso para obtener la mejor propuesta para lograr la identidad institucional del naciente "Instituto Tecnológico Regional de Puebla". En la actualidad se omite el término "Regional", dejando exclusivamente Instituto Tecnológico de Puebla". Actualmente el escudo de la institución omite la simbología de las carreras iniciales, debido a la incorporación de las nuevas carreras que son ingeniería en gestión empresarial, ingeniería en logística e ingeniería en tecnológias de la información y comunicaciones que sustituyó a la carrera de licenciatura en informática.
Significado: La letra "P", significa el desarrollo del Estado de Puebla y el nombre del estado: "Puebla".
Al interior de la "P", se muestran las carreras que se ofrecen a nivel de ingenierías y licenciatura.
a) El engrane simboliza la carrera de Ingeniería Mecánica.
b) El rayo simboliza la carrera de Ingeniería Eléctrica.
c) El integrado simboliza la carrera de Ingeniería en Electrónica.
d) La computadora simboliza la carrera de Ingeniería en Tecnologías de la Información y Comunicaciones.
e) La fábrica simboliza a la carrera de Ingeniería Industrial.
f) A- simboliza la carrera de Licenciatura en Administración.

## Premios o reconocimientos académicos
El ITP tiene certificado su Sistema de Gestión de la Calidad bajo la Norma ISO 9001:2000 desde octubre de 2005 que abarca su proceso educativo conformado por cinco procesos estratégicos: administrativo, académico, planeación, vinculación y calidad.
Se cuenta con 36 auditores internos, 7 auditores líderes con certificación internacional.
Se logra la Recertificación ISO 9001:2000 en el mes de julio de 2008.
Con respecto a Programas Educativos reconocidos por su calidad y de acuerdo al COPAES (Consejo para la Acreditación de la Educación Superior) el Tecnológico de Puebla cuenta con:
4 Ingenierías Acreditadas por CACEI (Consejo de Acreditación para la Enseñanza de la Ingeniería)
2 Licenciaturas con Reconocimiento Nivel 1 de CIEES (Comités Interinstitucionales para la Evaluación de la Educación Superior).

## Mascota

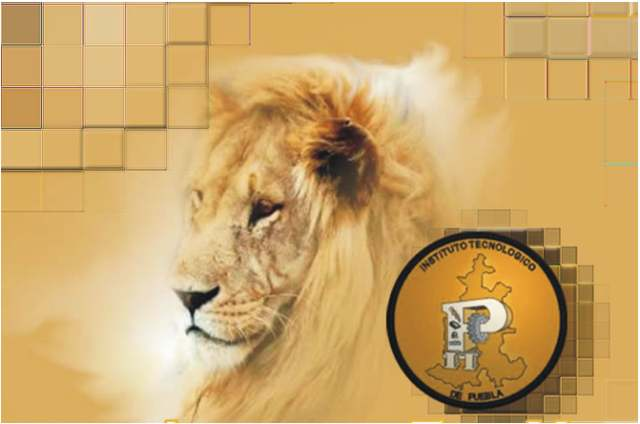
Mascota del Instituto Tecnológico de Puebla

Cuando inició el Instituto Tecnológico de Puebla, también inició Africam Safari con el empresario Capitán Carlos Camacho, y en esos tiempos nació el primer león en Puebla,   es por ello que el Instituto Tecnológico de Puebla lo adoptó como su mascota, difundiendo la mascota principalmente a través de los equipos deportivos.
Por lo que suelen llamarse Leones del ITP o ITP Leones.

## Reconocimientos de Calidad
1.er. Reconocimiento: 8 de noviembre de 2006.
El ITP recibió de manos del Dr. Reyes Tamez el reconocimiento por ser la primera institución del Sistema Nacional de Educación Superior Tecnológica en lograr que el 100% de sus programas académicos estén acreditados y reconocidos por su calidad.
2º. Reconocimiento: 30 de agosto de 2007.
El ITP recibió de manos de la Lic. Josefina Vázquez Mota la Distinción por sus resultados y ser una Institución de Calidad y alto desempeño.
3.er. Reconocimiento: 3 de diciembre de 2008.
El ITP recibió de manos de la Lic. Josefina Vázquez Mota el Reconocimiento de Excelencia Académica por tener el 100%  de sus carreras reconocidas por su calidad.
Es la institución de educación superior que mayor número de estudiantes han obtenido becas por parte de Volkswagen de México en el programa EMA (Estudiantes Mexicanos en Alemania).

## Oferta Educativa
El Instituto Tecnológico de Puebla ofrece 1 licenciatura y 7 ingenierías:

### Profesional
- Licenciatura en Administración
- Ingeniería Electrónica
- Ingeniería Eléctrica
- Ingeniería Industrial
- Ingeniería Logística
- Ingeniería Mecánica
- Ingeniería en Gestión Empresarial
- Ingeniería en Tecnologías de la Información y Comunicación

### Posgrados
- Maestría en Ingeniería Electrónica
- Maestría en Ingeniería

## Equipos y grupos representativos

### Selecciones Deportivas
- Futbol Americano

- Futbol Soccer (Varonil / Femenil)
- Basquetbol (Varonil / Femenil)
- Beisbol (Varonil)
- Softbol (Femenil)
- Atletismo (Varonil / Femenil)
- Natación (Varonil / Femenil)
- Tenis (Varonil / Femenil)
- Porras (Mixto)
- Ajedrez (Varonil / Femenil)

### Grupos Culturales
- Leones ITP Marching Band y Color Guard
- Ballet Folclórico Zate Hne'i
- Rondalla
- Grupo de rock
- Grupo de música versátil

### Grupos Cívicos
- Banda de Guerra Leones
- Escolta

- Datos: Q6041604